# محمد بوجسوم
محمد حسن الملا وشهرته محمد بوجسوم فنان وإعلامي قطري يعتبر أحد الرواد القطريين في مجال الإعلام عمومًا ومجال المسرح والإذاعة والتلفزيون خصوصًا.

## حياته ونشأته
خريج المعهد العالي للفنون المسرحية بالقاهرة عام 1976 وهو أول خريج قطري في مجال المسرح.

## مسيرته
بدأ في التمثيل المسرحي منذ ستينيات القرن العشرين وذلك من خلال الاسكتشات التمثيلية والتي كان يشارك فيها المعسكرات الكشفية وكذالك من خلال انضمامه لفرقة الأضواء الموسيقية، وفي عام 1968 عندما افتتحت إذاعة قطر شارك إلى جانب زملائة أعضاء فرقة الاضواء في أوائل الأعمال الدرامية الإذاعية حيث شارك مع المخرج الراحل إسماعيل خالد العباسي في بطولة أول مسلسل إذاعي قطري يذاع عبر إذاعة قطر في تلك الفترة والذي حمل عنوان «عائلة بوطحنون»، كما انة قد شارك في أوائل الأعمال الدرامية التلفزيونية القطرية في بداية السبعينات والتي كانت تقدمها فرقة الأضواء الموسيقية لتلفزيون قطر ومنها «أنا الغلطان»، «عائلة بوشلاخ» وهما من إخراج احمد الطوخي، ثم واصل ابداعة في التسعينات وذالك بإخراجة للبرنامج الإذاعي الشهير «وطني الحبيب صباح الخير» لمدة ست سنوات.

## أعماله

### في المسرح
- أبوحسان (1966)
- من طول الغيبات (1973)
- أم الزين (1975)
- السر المكتوم (1977)
- المغني والأميرة (1978)
- ياليل ياليل (1979، 1984)
- بودرياة (1981، 1988)
- المتراشقون (1985)
- عذابات احمد بن ماجد (1990)

### في التلفزيون
- انا الغلطان (1972)
- عائلة بوشلاخ (1972)
- أين الطريق (1974)
- يوميات عائله (1980)
- اواخر الأيام (1983)
- علاء الدين أبو الشامات (1985)
- الدالوب (1985)
- بنات الفريج (1988)
- صرخة ندم (1988)
- الناس الطيبين (1989)
- البيت الكبير (1990)
- اه منك (1991)
- نأسف لهذا الخلل (1996)

### في الإذاعة
- عائلة بوطحنون (1968)
- يوميات ابومشعاب (1969)
- تجار المخشر (1998)
- وطني الحبيب صباح الخير (قام بإخراجة 6 سنوات)

### الوظائف التي شغلها
- مدير المسرح
- منسق جهاز إذاعة وتلفزيون الخليج